# Баним, Мэри-Эллис
Мэри-Эллис Бьюним (англ. Mary-Ellis Bunim; 9 июля 1946 — 29 января 2004) — американский телевизионный продюсер и одна из создательниц телепередачи MTV «Алчные экстремалы» («Реальный мир» и «Дорожные правила»).

## Биография
Родилась в штате Массачусетс, Мэри-Эллис начала свою карьеру на дневных драмах. Она работала более 2500 часов в качестве исполнительного продюсера сериалов «В поисках завтрашнего дня» (1974—1981), «Мировое включение» (1981—1984), «Санта-Барбара» (1984—1987) и «Любящие» (1989—1990). Впоследствии она разработала большое количество различных телешоу, работая вице-президентом компании New World Entertainment.
Бьюним вместе со своим бизнес-партнёром Джонатаном Мюрреем основала компанию Бьюним-Мюррей. Агент Марк Иткин из агентства Уильяма Морриса, собрал их вместе, чтобы разработать сценарий мыльной оперы для MTV. Когда оказалось, что это слишком дорого, идея была переработана в реалити-шоу. Так и родился Реальный Мир. "Уже через 20 минут после начала съёмок мы знали, что у нас есть шоу", - сказал Бьюним.
Её компания, Бьюним/Мюррей продакшнс, специализировалась на реалити-шоу. Среди множества других программ Мэри-Эллис совместно создала новую программу Дорожные Правила.
Она умерла в Лос-Анджелесе на 58-м году жизни, после продолжительной борьбы с раком молочной железы. У неё осталась дочь Джулиана Бьюним.

## Фильмография
- 1951 — В поисках завтрашнего дня («Search for Tomorrow») (сериал)
- 1984 — Санта Барбара («Santa Barbara») (сериал)
- 1995 — The Real World Reunion (сериал)
- 1995 — The Real World Vacations: Behind the Scenes (реалити)
- 1996 — The Real World Reunion: Inside Out (реалити)
- 1996 — Class Reunion (сериал)
- 1997 — The Real World You Never Saw (реалити)
- 1997 — The Real World Casting Special (сериал)
- 1998 — Road Rules All Stars (сериал)
- 1998 — The Real World You Never Saw: Boston + Seattle (реалити)
- 1998 — The Real World/Road Rules Challenge (сериал)
- 2000 — The Real World: Tenth Anniversary Special (сериал)
- 2000 — Алчные экстремалы 2000 (сериал)
- 2001 — Алчные экстремалы: Экстрим (реалити-шоу)
- 2001 — Love Cruise: The Maiden Voyage (сериал)
- 2002 — Алчные экстремалы: Битва сезонов (реалити-шоу)
- 2002 — Playboy: Who Wants to Be a Playboy Centerfold? (реалити-шоу)
- 2003 — Алчные экстремалы: Битва полов (реалити-шоу)
- 2003 — The Real Cancun (The Real Cancun)
- 2003 — Born to Diva (сериал)
- 2003 — Starting Over (сериал)
- 2003 — Алчные экстремалы: Битва (реалити-шоу)
- 2003 — The Simple Life («The Simple Life») (сериал)
- 2004 — Алчные экстремалы: Инферно (реалити-шоу)
- 2004 — 2 Punk Rock 4 This: The Real World San Diego Reunion (сериал)